# Грязные танцы
«Гря́зные та́нцы» (англ. Dirty Dancing) — американская мелодрама 1987 года с участием Патрика Суэйзи и Дженнифер Грей, повествующая о знакомстве двух молодых людей из разных социальных слоёв. Картину изначально задумывали как малобюджетную, но она стала одной из наиболее кассовых в прокате, собрав более 170 миллионов долларов в год выхода на экраны. По состоянию на 2009 год фильм заработал 214 миллионов долларов по всему миру, став первым фильмом для домашнего просмотра, копии которого купили в количестве около полумиллиона.
Саундтрек к фильму стал платиновым диском, а композиция (I've Had) The Time of My Life получила премии «Оскар» и «Золотой глобус» в номинации «Лучшая песня», а также премию «Грэмми» за лучший дуэт.
Был снят приквел «Грязные танцы 2: Гаванские ночи», а также поставлен мюзикл «Грязные танцы».

## Сюжет
Лето 1963 года. Фрэнсис Хаусман (родители так назвали свою дочь в честь Фрэнсис Перкинс — первой женщины в кабинете министров США) по прозвищу «Бэби» (Дженнифер Грей), 17-летняя девушка из обеспеченной семьи, приезжает с родителями и старшей сестрой Лизой на каникулы в пансионат Макса Келлермана в горах Катскилл. Бэби планирует изучать экономику развивающихся стран в колледже Маунт Хольок, а после окончания учёбы работать в Корпусе мира.
Вечером внимание Бэби привлекает выступление танцевальной пары, нанятой для увеселения богатых постояльцев пансионата. Затем она случайно оказывается на вечеринке обслуживающего персонала, где исполняют танцы, которые не увидишь в гостевых корпусах. Вскоре появляется та самая пара, и Бэби знакомится с Джонни Кастлом (Патрик Суэйзи), профессиональным танцором, которого она заметила в танцевальном зале. Джон недоволен её присутствием, поскольку гостям пансионата не место на таких вечеринках.
На следующий вечер Бэби узнаёт, что Пенни, партнёрша Джонни по танцам, — беременна от официанта Робби, который уже завязал роман с Лизой, её старшей сестрой. У Пенни возникает проблема, она вынуждена сделать аборт, но у неё нет денег. Джонни, которого связывают с Пенни дружеские отношения, пытается найти выход из ситуации. Бэби предлагает ей помощь, выпросив деньги у отца, но не признавшись ему, на что они будут использованы.
Посещение врача приходится на тот день, когда у Джонни и Пенни назначено выступление в соседнем отеле. Пенни поддерживает идею отправить Бэби вместо себя и берётся за оставшееся время научить её танцевать. Бэби начинает репетировать с Джонни, и между молодыми людьми возникает симпатия.
Выступление в отеле «Шелдрейк» проходит благополучно. Но по возвращении они узнают, что подпольный аборт Пенни был произведён неумело, и Бэби вынуждена обратиться к отцу за врачебной помощью. Доктор Хаусман решает, что Пенни была беременна от Джонни, и запрещает дочери общаться с ним и его друзьями. Бэби идёт к Джонни в коттедж просить прощения за отца, и ночь заканчивается любовной сценой. Джонни, видя искреннее к себе сочувствие, рассказывает Бэби, как нелегко бедному танцору сохранить человеческое достоинство среди людей, которые смотрят на него как на временное развлечение.
Одна из богатых постоялиц отеля, бывшая любовница Джонни, отвергнутая им из-за Бэби, делает так, что Джонни обвиняют в краже бумажника у гостя. Джонни грозит увольнение. Чтобы помочь любимому, Бэби вынуждена признаться, что она провела ту злополучную ночь с ним. Полиция находит истинных виновников. Но Джонни всё-таки увольняют за нарушение правил пансионата. Ему приходится уехать, не исполнив прощального танца сезона. Прощаясь с Бэби, Джонни говорит ей, что ни о чём не жалеет.
В кульминации фильма Джонни, прерывая концертную программу, выходит на сцену, чтобы вопреки запрету исполнить заключительный танец сезона, но уже с Бэби. После короткой речи Джонни и Бэби с триумфом исполняют танец под песню (I’ve Had) The Time of My Life и заканчивают его поддержкой, которая прежде Бэби не удавалась. Доктор Хаусман, узнав от случайно проговорившегося Робби, кто был истинным виновником беременности Пенни, приносит извинения Джонни за своё несправедливое обвинение. Фильм заканчивается продолжением танца, где все, и гости пансионата, и персонал танцуют вместе.

## В ролях
| Актёр                | Роль                   |
| -------------------- | ---------------------- |
| Патрик Суэйзи        | Джонни Кастл           |
| Дженнифер Грей       | Фрэнсис «Бэби» Хаусман |
| Джерри Орбах         | Джейк Хаусман          |
| Келли Бишоп          | Марджори Хаусман       |
| Джейн Брукер (англ.) | Лиза Хаусман           |
| Джек Уэстон (англ.)  | Макс Келлерман         |
| Лонни Прайс (англ.)  | Нил Келлерман          |
| Синтия Родес         | Пенни Джонсон          |

## Производство
Сценарий фильма в значительной степени основан на истории из жизни самой создательницы фильма — Элинор Бергстин. Она являлась младшей дочерью еврейского врача из Нью-Йорка и в своё время провела лето со своей семьёй в пансионе CatsKills, участвовала в соревнованиях по «грязным танцам», и все вокруг называли её «Бэби». Изначально, в 1980 году, она писала сценарий к фильму Майкла Дугласа «Теперь моя очередь», но в конце концов придумала сюжет для фильма, который превратился в «Грязные танцы». По причине слишком сильной эротической подоплёки и не найденного консенсуса сценарий не был утверждён окончательно. Затем сценарист создала новый сценарий, где упор был исключительно на танцы. В 1984 году она бросила исполнительного продюсера MGM и начала сотрудничать с Линдой Готлиб. Элинор закончила сценарий в 1985 году. Основные действия развернули в 1963 году. Характер Бэби был списан с самой Бергстин, а прототипом Джонни стал Майкл Террас, учитель танцев из CatsKills, которого автор сценария повстречала в пансионате при написании сценария. Окончательный сценарий фильма был отклонён несколькими студиями повторно.
В качестве хореографа Бергстин выбрала Кенни Ортега, который был учеником легендарного танцовщика Джина Келли. В 2009 году он был хореографом и режиссёром фильма «Майкл Джексон: Вот и всё»
В выборе декораций для съёмок сценаристы не могли найти ничего подходящего в Catskills, поэтому они решили снимать в двух местах: на озере Лэйк-Люр в Северной Каролине и на озере Маунтин-Лэйк в штате Вирджиния. Съёмки картины начали 5 сентября, а закончили 27 октября 1986 года.

## Музыка

### Саундтрек
1. The John Morris Orchestra — «(I’ve had) The time of my life» (Instrumental) (0:43).
2. Frankie Valli and the Four Seasons — «Big girls don’t cry» (2:23).
3. Michael Lloyd and Le Disc — «Merengue» (2:17).
4. The Drifters — «Some kind of wonderful» (2:35).
5. Michael Lloyd and Le Disc — «Johnny’s mambo» (2:59).
6. The Contours — «Do you love me» (2:53).
7. Otis Redding — «Love Man» (2:16).
8. The Surfaris — «Wipeout» (2:38) (Тренировки).
9. Otis Redding — «These arms of mine» (2:28).
10. Michael Lloyd and Le Disc — «De todo un poco» (2:28).
11. Solomon Burke — «Cry to me» (2:33).
12. Michael Lloyd and Le Disc — «Trot the fox» (2:05).
13. The Shirelles — «Will you still love me tomorrow?» (2:43).
14. The Emile Bergstein Chorale — «Kellerman’s anthem» (2:29).
15. The Ronettes — «Be my baby» (2:38).
16. Tom Johnston — «Where are you tonight?» (4:01).
17. Maurice Williams and The Zodiacs — «Stay» (1:38).
18. Eric Carmen — «Hungry eyes» (4:07).
19. Alfie Zappacosta — «Overload» (3:42).
20. Bruce Channel — «Hey! Baby» (2:22).
21. Mickey and Sylvia — «Love is strange» (2:55).
22. The Blow Monkeys — «You don’t own me» (3:01).
23. Merry Clayton — «Yes» (3:16).
24. The Five Satins — «In the still of the night» (3:05).
25. Patrick Swayze — «She’s like the wind» (3:52).
26. Bill Medley and Jennifer Warnes — «(I’ve had) The time of my life» (6:46) (Финальный танец).

## Кассовые сборы
При бюджете в 6 миллионов долларов фильм собрал 214 миллионов по всему миру.

## Награды
Премия «Оскар» (60-я церемония)

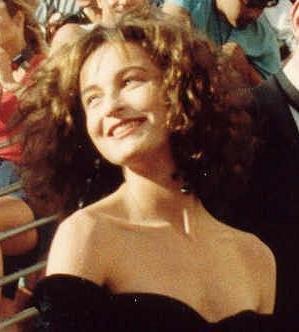
Дженнифер Грэй при вручении премии «Оскар» в 1988 году

- Награда: Лучшая песня к фильму — (I’ve Had) The Time of My Life — Фрэнки Превите (музыка и слова), John DeNicola, Дональд Марковиц (музыка)

«Золотой глобус» (1988 год)
- Награда: Лучшая песня — (I’ve Had) The Time of My Life
- Номинация: Лучший фильм (комедия или мюзикл)
- Номинация: Лучшая мужская роль (комедия или мюзикл) (Патрик Суэйзи)
- Номинация: Лучшая женская роль (комедия или мюзикл) (Дженнифер Грэй)

## Другие постановки

### Концертные туры и телевидение
В 1988 году начался американский тур под названием «Грязные танцы: Живой концерт». В туре приняли участие Билл Медли и Эрик Кармен, которые посетили 90 городов за 3 месяца выступлений по всей Америке. Кроме того, в 1988 году канал CBS начал трансляцию сериала «Грязные танцы: Один лишь взгляд», который является вольным пересказом событий оригинальной картины. Сериал был закрыт после выхода всего нескольких эпизодов.

### Приквел
В 2004 году был выпущен фильм-приквел «Грязные танцы 2: Гаванские ночи». Несмотря на то, что фильм не является ремейком, сюжет картины воспроизводит события первого фильма — американская девочка из богатой и интеллигентной семьи знакомится с молодым танцором. Действие картины происходит в Гаване на острове Куба незадолго до Кубинской революции 1959 года. Патрик Суэйзи получил гонорар в 5 миллионов долларов за появление в эпизодической роли учителя танцев, в то время как за роль в оригинальном фильме актёру заплатили 200 000 долларов.

### Юбилей
По случаю 20-летнего юбилея фильма в 2007 году, картина была выпущена в повторный прокат в формате, содержавшем дополнительные сцены, в то время как первоначальная версия выходила на DVD с удалёнными сценами и комментариями сценариста. В то же время, компания Codemasters выпустила игру Dirty Dancing: The Video Game. В Великобритании по случаю юбилея было запущено музыкальное реалити-шоу Dirty Dancing: The Time of Your Life, съёмки которого проходили на курорте Маунтин-Лейк.
Кроме того, британский канал Channel Five выпустил документальный фильм Seriously Dirty Dancing. Роль ведущего взяла на себя журналистка Дон Портер, большая поклонница фильма. Передача стала самым рейтинговым документальным проектом 2007 года. Портер посетила места съёмок картины, пообщалась с другими поклонниками и училась танцу, показанному в финале картины.

### Ремейк
В августе 2011 года компания Lionsgate объявила о намерениях снять ремейк первого фильма. В качестве режиссёра был приглашён хореограф оригинального фильма Кенни Ортега.
Однако в июне 2012 года компания Lionsgate отказалась снимать фильм. Причиной отмены стал подбор главных исполнителей.

## Сиквел
16 июля 2022 года стало известно что студия Lionsgate объявила дату сиквела оригинальных Грязных танцев, который выйдет в феврале 2024 года. Также было объявлено, что Дженифер Грэй вернётся к своей роли.